# أحمد بن ثقبة بن رميثة بن محمد أبي نمي الحسني
أحمد بن ثقبة بن رميثة بن بن محمد أبي نمي الحسني (ت. حزيران 1409 م) كان شريفًا (أميرًا) مشاركًا لمكة في عهد ابن عمه عنان بن مغامس. توفي في أواخر شهر محرم سنة 812 هـ (حزيران 1409 م).

## ملحوظات
1. ↑  Ibn Fahd 1988، صفحات 223–224.